# A Lyga 2009
La A Lyga 2009 fue la 20ª edición del torneo de fútbol más importante de Lituania que se jugó del 4 de abril al 31 de octubre y que contó con la participación de 8 equipos.
El FK Ekranas gana su quinto campeonato nacional y segundo de manera consecutiva.

## Controversia de Pretemporada
El 6 de marzo de 2009 la Federación Lituana de Fútbol le retiró la licencia al FK Zalgiris por sus excesivos problemas financieros, y el 20 de marzo de 2009 los equipos FBK Kaunas y FK Atlantas abandonaron la liga por tener serias diferencias con la Federación Lituana de Fútbol. A consecuencia de esto, Gintaras Urianskis, el entonces presidente de la Asociación de Equipos Nacionales de Fútbol (NFKA), renunció a su cargo.
Como resultado, la Federación Lituana de Fútbol decidió reemplazar a los equipos desertores basado en una clasificación general que incluía a los equipos de la A Lyga y la 1 Lyga de la temporada 2008 y los ocho mejores clasificados jugarían en la primera división.
El 27 de marzo de 2009 la Federación Lituana de Fútbol anunció que los equipos remplazantes serían Banga Gargždai, LKKA ir Teledema Kaunas y Kruoja Pakruojis; mientras que FBK Kaunas y Atlantas jugarían en la tercera división (2 Lyga) debido al "comportamiento poco ético y otras irregularidades", mientras que al Žalgiris le otorgaron la licencia en la segunda división (1 Lyga).

## Clasificación
| Pos. | Equipo           | Pts. | PJ | G  | E  | P  | GF | GC | Dif. | Clasificación                                 |
| ---- | ---------------- | ---- | -- | -- | -- | -- | -- | -- | ---- | --------------------------------------------- |
| 1    | Ekranas (C)      | 63   | 28 | 18 | 9  | 1  | 58 | 20 | +38  | Segunda Ronda Clasificatoria Champions League |
| 2    | Vėtra            | 57   | 28 | 16 | 9  | 3  | 55 | 22 | +33  |                                               |
| 3    | Sūduva           | 53   | 28 | 14 | 11 | 3  | 55 | 22 | +33  | Segunda Ronda Clasificatoria Europa League    |
| 4    | Šiauliai         | 42   | 28 | 13 | 3  | 12 | 40 | 34 | +6   | Segunda Ronda Clasificatoria Europa League    |
| 5    | Tauras           | 38   | 28 | 10 | 8  | 10 | 26 | 22 | +4   | Primera Ronda Clasificatoria Europa League    |
| 6    | Banga            | 27   | 28 | 7  | 6  | 15 | 25 | 49 | −24  |                                               |
| 7    | LKKA ir Teledema | 15   | 28 | 4  | 3  | 21 | 19 | 63 | −44  |                                               |
| 8    | Kruoja           | 13   | 28 | 2  | 7  | 19 | 24 | 70 | −46  |                                               |

 Fuente: futbolas.lt (en lituano)
Criterios de clasificación: 1) Puntos; 2) Puntos entre sí; 3) Gol diferencia entre sí; 4) Goles anotados entre sí; 5) Gol diferencia; 6) Goles anotados.
Notas:
1. 1 2 3  Al Vėtra le fue negada la licencia de competición de UEFA para la temporada 2010–11, por lo que no puede representar a Lituania en la UEFA Europa League.[5] Como los finalistas de la Lithuanian Football Cup 2009/10 fueron Vėtra y el clasificado a la Champions League Ekranas, el resto de equipos clasificados a Europa League se basarán en la clasificación en la liga nacional. Por lo tanto, Sūduva y Šiauliai clasificaron a la segunda ronda clasificatoria, mientras que el Tauras clasifica a la primera ronda clasificatoria de la UEFA Europa League.

## Resultados
| Local \ Visitante | BAN | EKR | KRU | L&T | SŪD | ŠIA | TAU | VĖT |
| ----------------- | --- | --- | --- | --- | --- | --- | --- | --- |
| Banga             |     | 1–2 | 3–0 | 1–0 | 0–0 | 3–2 | 1–1 | 0–5 |
| Ekranas           | 1–0 |     | 4–0 | 3–0 | 2–2 | 2–0 | 2–1 | 2–3 |
| Kruoja            | 2–0 | 2–2 |     | 1–1 | 0–1 | 0–5 | 2–2 | 0–3 |
| LKKA ir Teledema  | 0–2 | 1–1 | 3–2 |     | 2–7 | 0–2 | 0–3 | 0–2 |
| Sūduva            | 4–0 | 1–1 | 6–0 | 2–0 |     | 1–0 | 3–0 | 1–1 |
| Šiauliai          | 4–0 | 0–1 | 2–1 | 0–1 | 0–1 |     | 1–0 | 2–1 |
| Tauras            | 0–0 | 0–1 | 2–0 | 1–0 | 0–2 | 1–0 |     | 1–1 |
| Vėtra             | 2–2 | 0–0 | 6–1 | 3–1 | 0–0 | 2–1 | 1–0 |     |

| Local \ Visitante | BAN | EKR | KRU | L&T | SŪD | ŠIA | TAU | VĖT |
| ----------------- | --- | --- | --- | --- | --- | --- | --- | --- |
| Banga             |     | 0–3 | 4–2 | 0–1 | 1–1 | 1–2 | 0–2 | 0–1 |
| Ekranas           | 5–1 |     | 3–0 | 3–0 | 4–2 | 2–0 | 1–0 | 1–1 |
| Kruoja            | 1–2 | 2–2 |     | 2–1 | 0–1 | 1–3 | 0–3 | 2–2 |
| LKKA ir Teledema  | 1–2 | 0–3 | 2–1 |     | 0–4 | 1–4 | 0–1 | 0–1 |
| Sūduva            | 1–1 | 1–1 | 3–1 | 4–2 |     | 5–1 | 0–0 | 1–1 |
| Šiauliai          | 3–0 | 0–3 | 0–0 | 1–1 | 1–1 |     | 2–0 | 1–0 |
| Tauras            | 1–0 | 1–1 | 1–1 | 3–0 | 1–0 | 0–1 |     | 0–0 |
| Vėtra             | 2–0 | 1–2 | 3–0 | 4–1 | 2–0 | 5–2 | 2–1 |     |